# هورمون‌های استروئیدی
هورمون استروئیدی استروئیدی است که به‌عنوان یک هورمون عمل می‌کند. هورمون‌های استروئیدی را می‌توان به دو دسته تقسیم کرد: کورتیکواستروئیدها که معمولاً در قشر غدهٔ فوق کلیه ساخته می‌شوند و استروئیدهای جنسی که معمولاً در غدد جنسی یا جفت ساخته می‌شوند). در این دو گروه، بر اساس گیرنده‌هایی که به آن‌ها متصل می‌شوند، پنج نوع هورمون وجود دارد: گلوکوکورتیکوئیدها و مینرالوکورتیکوئیدها (هر دو از کورتیکواستروئیدها) و آندروژن‌ها، استروژن‌ها و پروژسترون‌ها (استروئیدهای جنسی). مشتقات ویتامین دی ششمین سیستم هورمونی مرتبط به هم با گیرنده‌های همولوگ هستند. آن‌ها برخی از ویژگی‌های استروئیدهای واقعی را در نقش لیگاندهای گیرنده دارند.
هورمون‌های استروئیدی به کنترل متابولیسم، التهاب، عملکرد سیستم ایمنی، تعادل نمک و آب، ایجاد ویژگی‌های جنسی و توانایی مقاومت در برابر آسیب و بیماری کمک می‌کنند. اصطلاح استروئید هم هورمون‌های تولیدشده توسط بدن و هم داروهای تولیدشده به‌صورت مصنوعی را توصیف می‌کند که عملکردی مشابه استروئیدهای طبیعی دارند.
هورمون‌های استروییدی دارای هسته ای هستند که از کلسترول مشتق می‌شوند. هورمون‌های قشر فوق کلیه (کورتیزول و آلدوسترون)، هورمون‌های تخمدان‌ها (استروژن و پروژسترون)، هورمون بیضه‌ها (تستوسترون) و هورمون جفت (استروژن و پروژسترون)- به طورکلی هورمون‌های غدد تولید مثل- و متابولیت‌های فعال ویتامین D جزو این دسته‌اند.

## تولید

استروئید، آنزیم‌ها و ترکیبات حد واسط

هورمون‌های استروئیدی طبیعی به‌طور کلی از کلسترول در غدد جنسی و فوق کلیه سنتز می‌شوند. این اَشکال هورمون‌ها لیپیدی هستند. آن‌ها می‌توانند از غشای سلولی عبور کنند زیرا محلول در چربی هستند. این هورمون‌ها سپس به گیرنده‌های هورمونی استروئیدی که بسته به نوع هورمون استروئیدی ممکن است هسته‌ای یا سیتوزولی باشند، متصل شده تا تغییراتی را در سلول ایجاد کنند. هورمون‌های استروئیدی معمولاً در خون حمل می‌شوند و به پروتئین‌های حامل خاصی مانند گلوبولین متصل به هورمون جنسی یا گلوبولین پیوندشونده به کورتیکواستروئید (ترانس‌کورتین) متصل می‌شوند. تبدیل و کاتابولیسم بیشتر در کبد، در سایر بافت‌های «محیطی» و در بافت‌های هدف، رخ می‌دهد.
در تولید این هورمون‌ها ابتدا کلسترول به پروژسترون‌ها تبدیل می‌شود و سپس سایر هورمون‌ها (آندروژن‌ها، مینرالوکورتیکوئیدها و استروژن‌ها) تولید می‌شوند. کلسترول ۲۷ کربنه، پروژسترون‌ها ۲۱ کربنه، گلوکوکورتیکوئیدها و مینرالوکورتیکوئیدها ۲۱ کربنه، آندروژن‌ها ۱۹ کربنه و استروژن‌ها ۱۸ کربنه هستند.

## استروئیدها و استرول‌های مصنوعی
انواعی از استروئیدها و استرول‌های مصنوعی نیز ساخته شده‌اند. بیشتر آن‌ها استروئیدی هستند، اما برخی از مولکول‌های غیراستروئیدی نیز به‌دلیل شباهت شکل و ساختار شیمیایی، می‌توانند با گیرنده‌های استروئیدی، تعامل داشته باشند. برخی از استروئیدهای مصنوعی، ضعیف‌تر یا قوی‌تر از استروئیدهای طبیعی هستند و می‌توانند گیرنده‌های استروئیدهای طبیعی بدن را فعال کنند.
چند نمونه از هورمون‌های استروئیدی مصنوعی:
- گلوکوکورتیکوئیدها: آلکلومتازون، پردنیزون، دگزامتازون، تریامسینولون، کورتیزون
- مینرالوکورتیکوئید: فلودروکورتیزون
- ویتامین دی: دی هیدروتاکیسترول
- آندروژن‌ها: اکساندرولون و ناندرولون (که با عنوان استروئیدهای آنابولیک نیز شناخته می‌شوند)
- استروژن‌ها: دی‌اتیل‌استیل بسترول (DES) و اتینیل‌استرادیول (EE)
- پروژستین‌ها: نورتی سترون، مدروکسی پروژسترون استات و هیدروکسی پروژسترون کاپروات

برخی از آنتاگونیست‌های استروئیدی:
- آندروژن: سیپروترون استات
- پروژستین‌ها: میفپریستون و ژسترینون

## مکانیسم‌های عمل و اثرگذاری
مکانیسم‌های مختلفی وجود دارد که از طریق آن هورمون‌های استروئیدی بر سلول‌های هدف، تأثیر می‌گذارند. همگی این مسیرهای مختلف را می‌توان به دو دستهٔ کلی دارای «اثر ژنومی» و دارای «اثر غیرژنومی» طبقه‌بندی کرد. مسیرهای ژنومی، کند هستند و منجر به تغییر سطوح رونویسی و در ادامه، تولید پروتئین‌هایی خاص در سلول می‌شوند. مسیرهای غیرژنومی بسیار سریع‌تر هستند.